# Lucy Delaney
Lucy Delaney, née Lucy Ann Berry, née vers 1828 ou 1830 à Saint-Louis, dans le Missouri, et morte, suivant certaines sources le 31 août 1910, mais selon d'autres en 1890, à Hannibal, dans le même État, est une écrivaine américaine.

## Biographie

### Familles et jeunesse
La date de naissance de Lucy Berry n'est pas précisément connue et est comprise entre 1828 et 1830. Toutefois, elle est symboliquement célébrée le 26 mai, étant entendu que l'anniversaire fait référence à une naissance le 26 mai 1828. Lucy Berry est la fille de Polly Berry (en) ; comme sa mère, elle naît esclave. Son père est vendu dans l'État du Mississippi alors qu'elle n'a que sept ans,,.
Le maître de la famille Berry se nomme Major Taylor Berry et souhaite organiser l'émancipation de la famille. Toutefois, après qu'il meurt dans un duel, ce projet est enterré et la famille reste en esclavage. Sur le conseil de sa mère, la sœur aînée de Lucy, Nancy échappe à la servitude en s'enfuyant au Canada, plus précisément à Toronto, alors que Lucy rejoint Chicago. Polly, pour sa part, reste esclave pour couvrir ses filles, mais poursuit le combat par voie judiciaire, jusqu'à obtenir en 1839 sa propre émancipation,,.
Lucy Berry vit alors de son métier de lavandière et de gouvernante sous la domination de David et de Martha Mitchell, qui usent de violence physique et de menaces quand elle cherche à obtenir son émancipation. Elle est finalement incarcérée durant dix-sept mois à la prison de Saint-Louis. Avec l'aide de sa mère qui embauche l'avocat Edward Bates, Lucy est finalement émancipée en 1844, en s'appuyant notamment sur la doctrine partus sequitur ventrem,,.

### Mariages
En 1845, En 1845, Lucy Delaney épouse Frederick Turner et s'installe à Quincy, dans l'Illinois, où sa mère rejoint le jeune couple. Toutefois, Frederick, qui est chauffeur sur un bateau à vapeur, meurt lors d'une explosion de sa chaudière. À la suite de ce drame, les deux femmes quittent l'Illinois pour se réinstaller à Saint-Louis.
En 1849, Lucy se remarie avec Zachariah Delaney, batelier né dans l'Ohio. De ce mariage, qui dure au moins quarante-deux ans, naissent quatre enfants, tous morts en bas âge. À l'âge de cinquante-deux ans, elle réussit à retrouver son père à Vicksburg,.

### Engagement religieux, caritatif et politique
En 1855, Lucy Delaney s'implique dans l'Église épiscopale méthodiste africaine, mais aussi dans la franc-maçonnerie,,.

## Vieillesse et mort
Suivant certaines sources, sa mort a lieu en 1910 ; toutefois, selon d'autres, elle meurt vers 1890,.

## Œuvre
En 1891 ou 1892 paraît l'œuvre autobiographique de Lucy Delaney, From the Darkness Cometh the Light (« Des ténèbres à la lumière ») et sous-titré Struggles for Freedom (« Luttes pour la liberté »).